# Karna Lidmar-Bergström
Karna Lidmar-Bergström, född 26 april 1940 i Halmstad, är en svensk geograf.
Lidmar-Bergström blev 1964 filosofie magister vid Lunds universitet och doktorerade 1982 vid samma universitet. 1990 blev hon docent i Lund, och från 1994 var hon verksam vid Stockholms universitet, inledningsvis som universitetslektor och från 2000 som professor i naturgeografi, innan hon 2005 gick i pension.
Hennes forskning gäller pre-kvartära landformer och deras utveckling.
Lidmar-Bergström invaldes 2004 som ledamot av Kungliga Vetenskapsakademien.